# Tetramorium grassii
Tetramorium grassii är en myrart som beskrevs av Carlo Emery 1895. Tetramorium grassii ingår i släktet Tetramorium och familjen myror. Inga underarter finns listade i Catalogue of Life.

## Bildgalleri

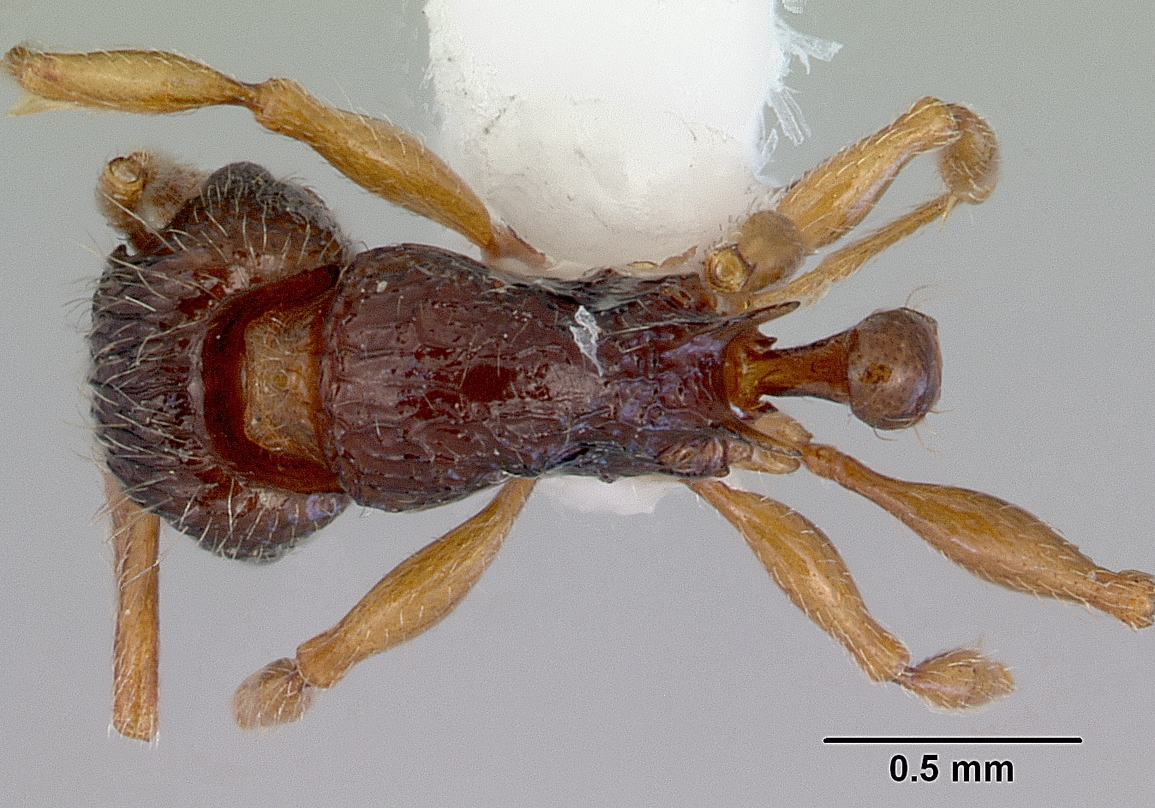
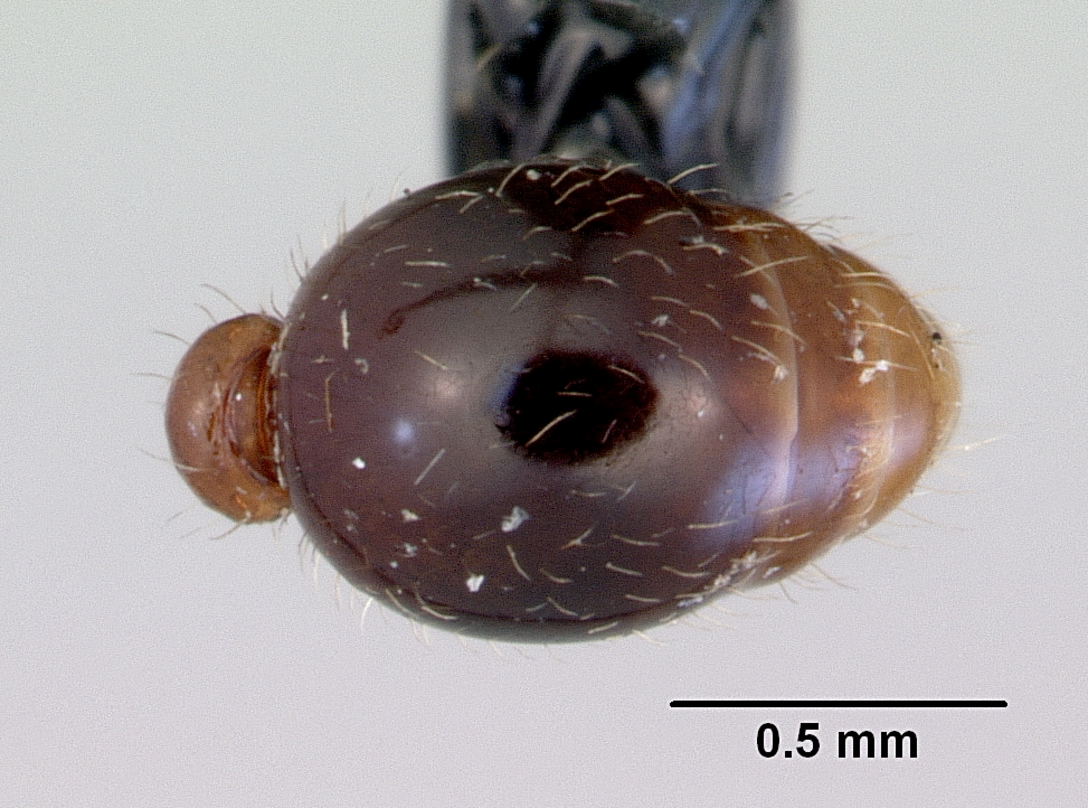
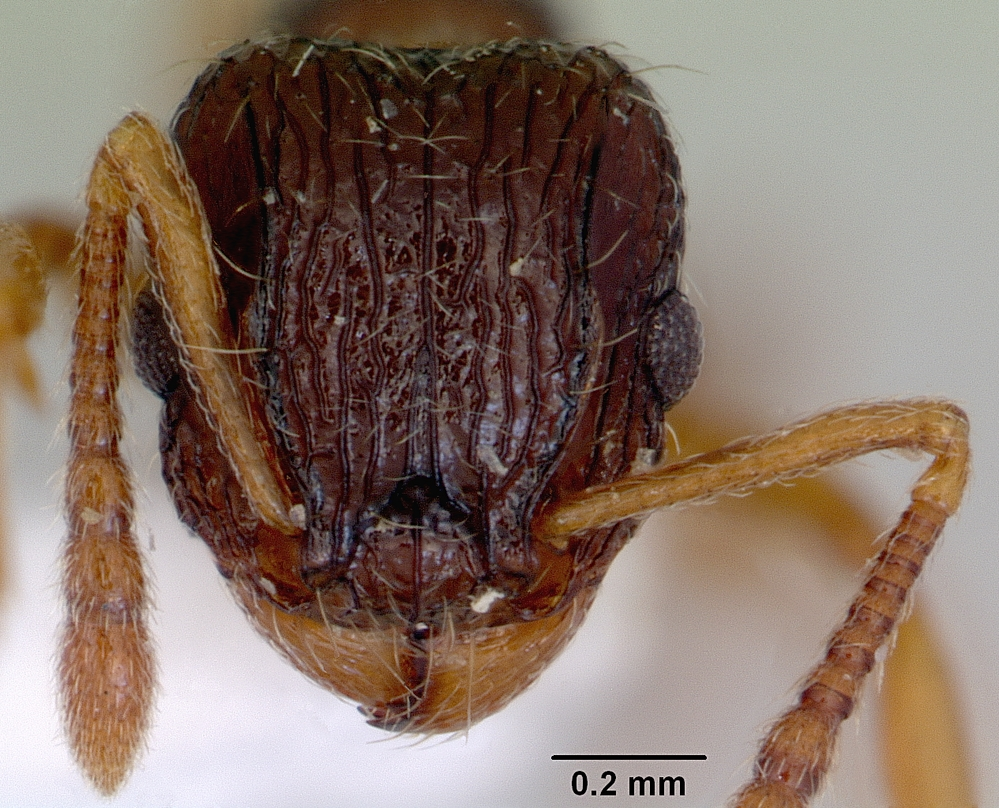
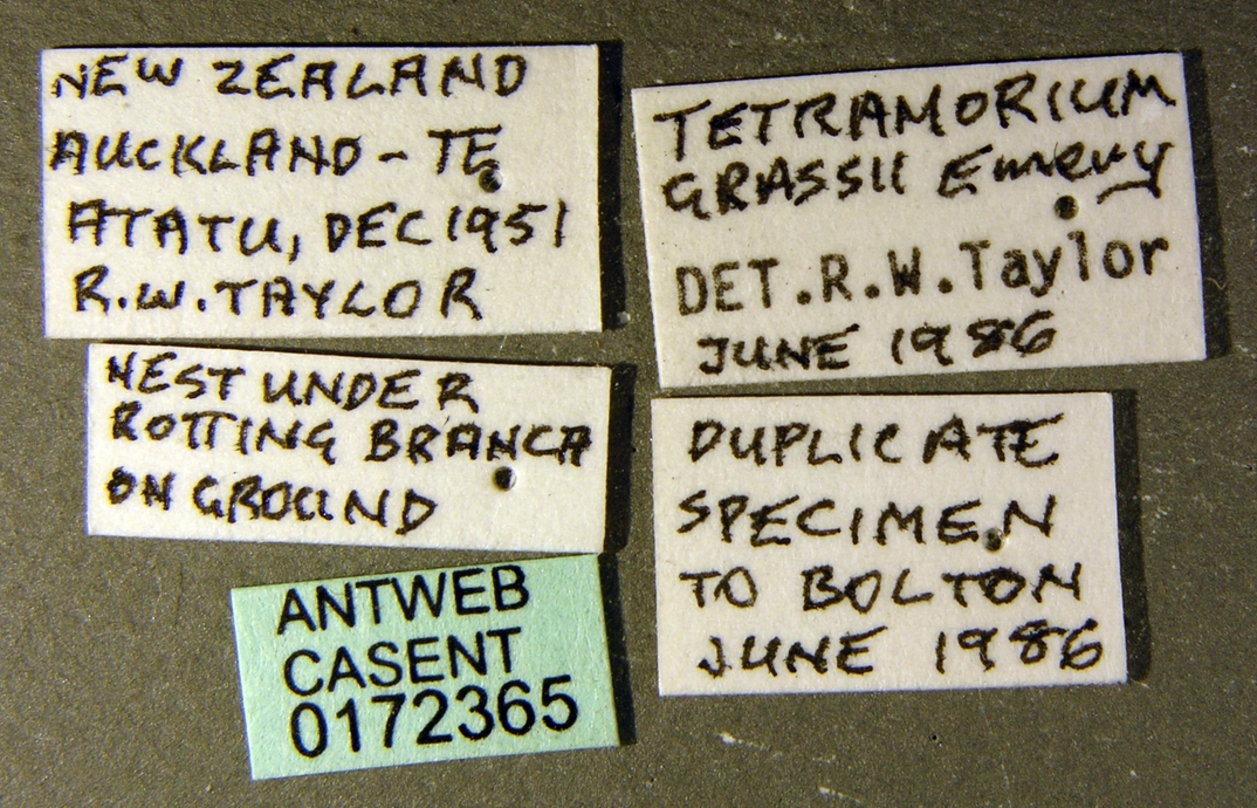
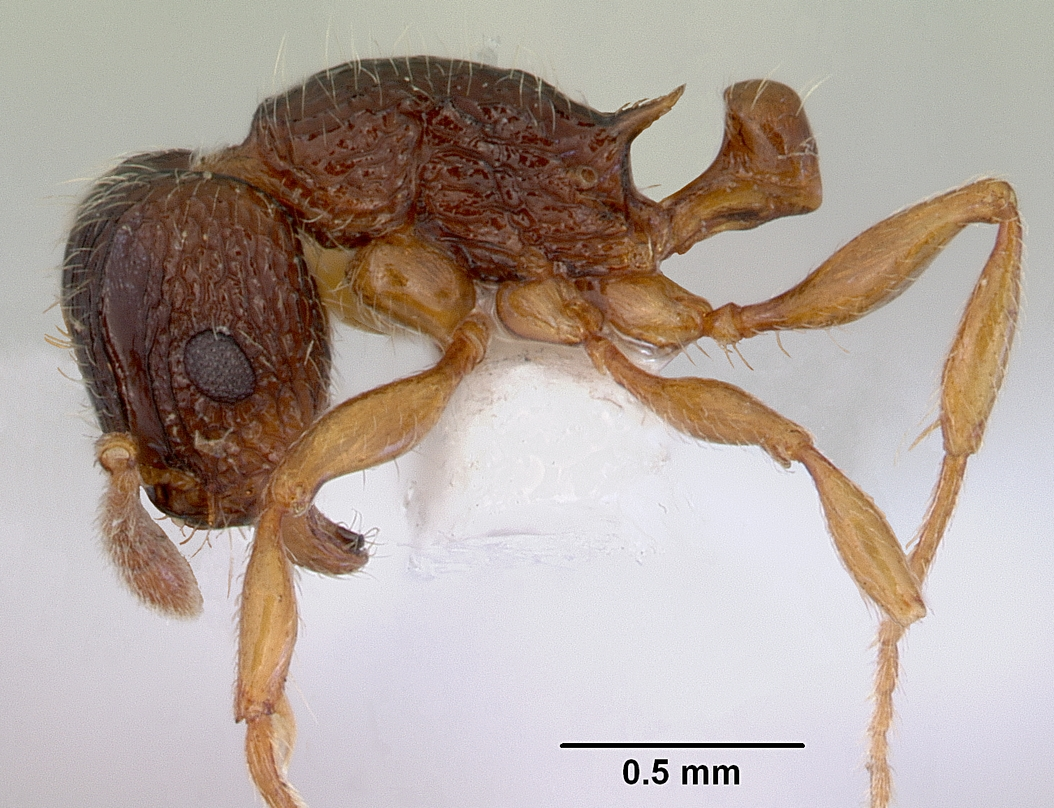
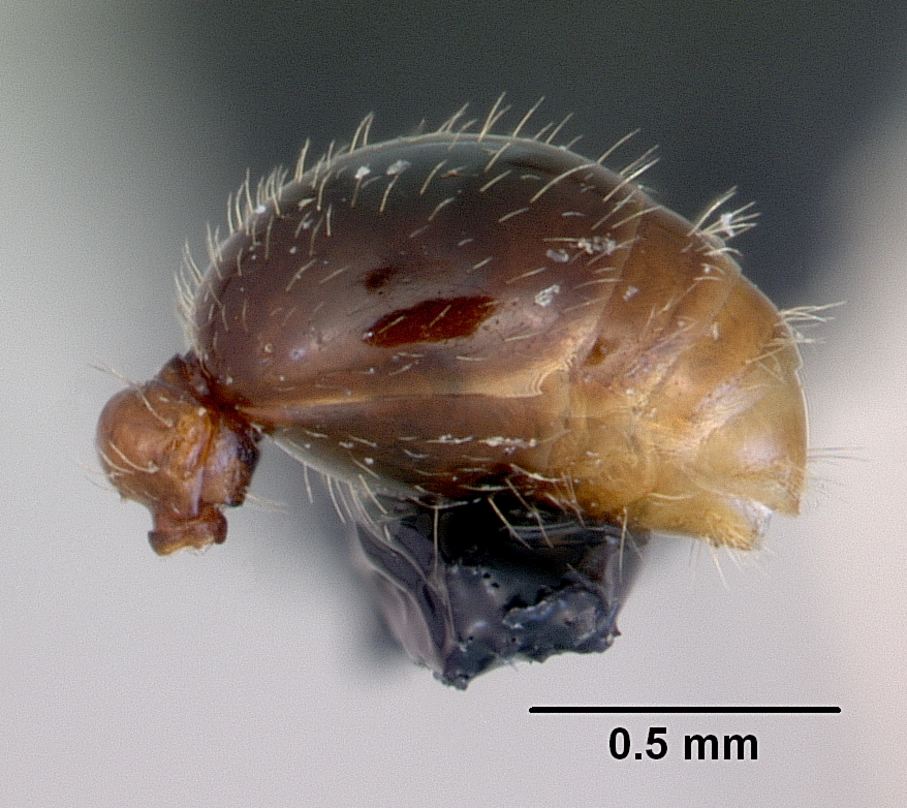